# NGC 7146
NGC 7146 é uma galáxia espiral barrada (SBab) localizada na direcção da constelação de Pegasus. Possui uma declinação de +03° 01' 02" e uma ascensão recta de 21 horas, 51 minutos e 47,4 segundos.
A galáxia NGC 7146 foi descoberta em 11 de Agosto de 1863 por Albert Marth.